# 2010年11月臺灣
| << | 2010年11月 （民國99年） | >> |    |    |    |    |
| \| 日 \| 一 \| 二 \| 三 \| 四 \| 五 \| 六 \| \| \| 1 \| 2 \| 3 \| 4 \| 5 \| 6 \| \| 7 \| 8 \| 9 \| 10 \| 11 \| 12 \| 13 \| \| 14 \| 15 \| 16 \| 17 \| 18 \| 19 \| 20 \| \| 21 \| 22 \| 23 \| 24 \| 25 \| 26 \| 27 \| \| 28 \| 29 \| 30 \| \| \| \| \| \| \| \| \| \| \| \| \| |                         |    |    |    |    |    |
| 臺灣新聞動態／維基新聞 |                         |    |    |    |    |    |
| 世界／中国大陆／臺灣 |                         |    |    |    |    |    |
| 日 | 一                      | 二 | 三 | 四 | 五 | 六 |
| | 1                       | 2  | 3  | 4  | 5  | 6  |
| 7 | 8                       | 9  | 10 | 11 | 12 | 13 |
| 14 | 15                      | 16 | 17 | 18 | 19 | 20 |
| 21 | 22                      | 23 | 24 | 25 | 26 | 27 |
| 28 | 29                      | 30 |    |    |    |    |
| |                         |    |    |    |    |    |

## 11月1日
- 桃園國際機場在本日起正式公司化，由交通部政務次長葉匡時擔任首任董事長、高鐵創始元老之一的林鵬良擔任首任總經理。yam天空新聞─中央社１（页面存档备份，存于）２（页面存档备份，存于）３（页面存档备份，存于）
- 花蓮縣長傅崐萁帶領花蓮縣民前往台北，要求蘇花改立刻興建並全程出席環評初審會議，經過此次環評以「有條件」通過，並創下審查環評最快通過的紀錄。TVBS（页面存档备份，存于）

## 11月3日
- 台北捷運蘆洲線在今日下午2時正正式通車，即日起至12月2日止使用悠遊卡在本線區間內免費搭乘，但IC單程票仍按照核定票價收費。中國時報

## 11月6日
- 台北國際花卉博覽會正式開幕，展開為期171日的展期。yam天空新聞─中央社１（页面存档备份，存于）２（页面存档备份，存于）３（页面存档备份，存于）

## 11月7日
- 素有「廣告教父」之稱的台灣廣告製作人孫大偉，於2010年11月7日下午一時40分病逝於振興醫院。中央社

## 11月9日
- 蘇花公路山區路段改善計劃（蘇花改）臨時環評大會討論後以「有條件通過」決議。蘋果日報

## 11月11日
- 最高法院今日宣判：龍潭購地弊案陳水扁、吳淑珍各被判11年有期徒刑，併科罰金1.5億定讞；陳敏薰人事案兩人各被判8年有期徒刑，併科罰金500萬定讞，而辜仲諒捐贈三億案則獲判無罪定讞。另國務費、南港展覽館案、洗錢案則發回台灣高等法院更審。中國時報

## 11月14日
- 美國前總統比尔·克林顿來台演講

## 11月17日
- 2010年廣州亞運電子襪判罰爭議，參加廣州亞運跆拳道的楊淑君，因電子襪的感應片爭議遭判失格。失格事件引發台灣藍綠陣營同聲踏伐，同時驚動國台辦。並有新北市議員的候選人發起抵制韓貨、韓劇、焚燒韓國國旗的選舉造勢活動。

NOWnews - 自由時報

## 11月18日
- 工研院邀請車電與資通訊產業菁英，在「2010年全球伽利略創新大賽頒獎典禮」暨「2010年衛星導航產業致勝關鍵論壇」中，進行產業技術交流。維基新聞（页面存档备份，存于）

## 11月20日
- 第47屆金馬獎頒獎典禮在桃園舉行，國片《當愛來的時候》拿下最佳劇情片，最佳男主角為阮經天（艋舺）、最佳女主角為呂麗萍（玩酷青春）、最佳導演則由鍾孟宏以《第四張畫》獲得。中國時報（页面存档备份，存于）自由時報

## 11月25日
- 歐盟理事會通過同意台灣申請歐盟免申根簽證案，將於12月簽署並由歐盟公報公布，自公布日起20天後正式生效。持中華民國護照的民眾赴歐洲申根區旅遊，約可省下新台幣2600元的簽證費。

NOWnews - 自由時報

## 11月26日
- 國民黨中央委員連勝文晚間在臺北縣永和市參加黨內新北市議員候選人陳鴻源的造勢活動時，遭到當地幫派份子林正偉近距離槍擊，子彈貫穿顏面顱骨，送往台大醫院急救後狀況穩定；但流彈造成現場一名29歲男子黃運聖頭部中彈，送往耕莘醫院永和分院急救後仍宣告不治。yam天空新聞─中央社１（页面存档备份，存于）２（页面存档备份，存于）３（页面存档备份，存于）４（页面存档备份，存于）聯合報（页面存档备份，存于）

## 11月27日
- 五都市長及市議員選舉舉行，郝龍斌、朱立倫、胡志強、賴清德、陳菊分別當選為台北、新北、台中、台南、高雄市市長。自由時報